# Pyrenopeziza groenlandica
Pyrenopeziza groenlandica är en svampart som tillhör divisionen sporsäcksvampar, och som först beskrevs av Emil Rostrup, och fick sitt nu gällande namn av John Axel Nannfeldt. Pyrenopeziza groenlandica ingår i släktet Pyrenopeziza, och familjen Dermateaceae. Arten är reproducerande i Sverige.